# Фалькон, Родольфо
Родольфо Антонио Фалькон Кабрера (исп. Rodolfo Antonio Falcón Cabrera, род. 25 октября 1972 года) — кубинский пловец. Участник трёх Олимпийских игр, призёр Олимпийских игр и чемпионатов мира на короткой воде. Один из двух кубинских пловцов, выигрывавших олимпийские медали.

## Карьера
Впервые на международной арене Родольфо Фалькон заявил о себе в 1991 году, когда на домашних Панамериканских играх завоевал серебряную медаль на стометровке на спине.
Через год он впервые попал в олимпийскую команду Кубы, которая отправлялась на Игры в Барселону. Там Фалькон выступал на дистанциях 100 и 200 метров на спине. На двухсотметровке он не прошёл финал, но выиграл утешительный заплыв став девятым, а на более короткой дистанции пробился в решающий заплыв, но занял в нём только лишь седьмое место.
Через год кубинец завоевал бронзу на чемпионате мира на короткой воде и стал абсолютным чемпионом летней Универсиады. В 1995 году ему вновь покорился золотой дубль, но на этот раз на мировом первенстве в коротком бассейне, которое прошло в Рио-де-Жанейро.
На Олимпиаде 1996 года Фалькон вновь выступал на дистанциях 100 и 200 метров. На этот раз на обеих дистанциях он вышел в финал. На двухсотметровке он стал седьмым и не смог побороться за медаль, а вот на дистанции в два раза короче стал вторым после Джеффа Роуза. При этом кубинец опередил своего соотечественника Нейссера Бента, который выиграл бронзу. Медали Фалькона и Бента являются единственными, завоёванными кубинскими пловцами на Олимпийских играх.
В 1999 году Фалькон второй раз привёз с чемпионата мира на короткой воде два золота, а на Олимпиаде в Сиднее не смог завоевать медали, став девятым на дистанции 100 метров на спине.